# Andreas Gustaf Sällström

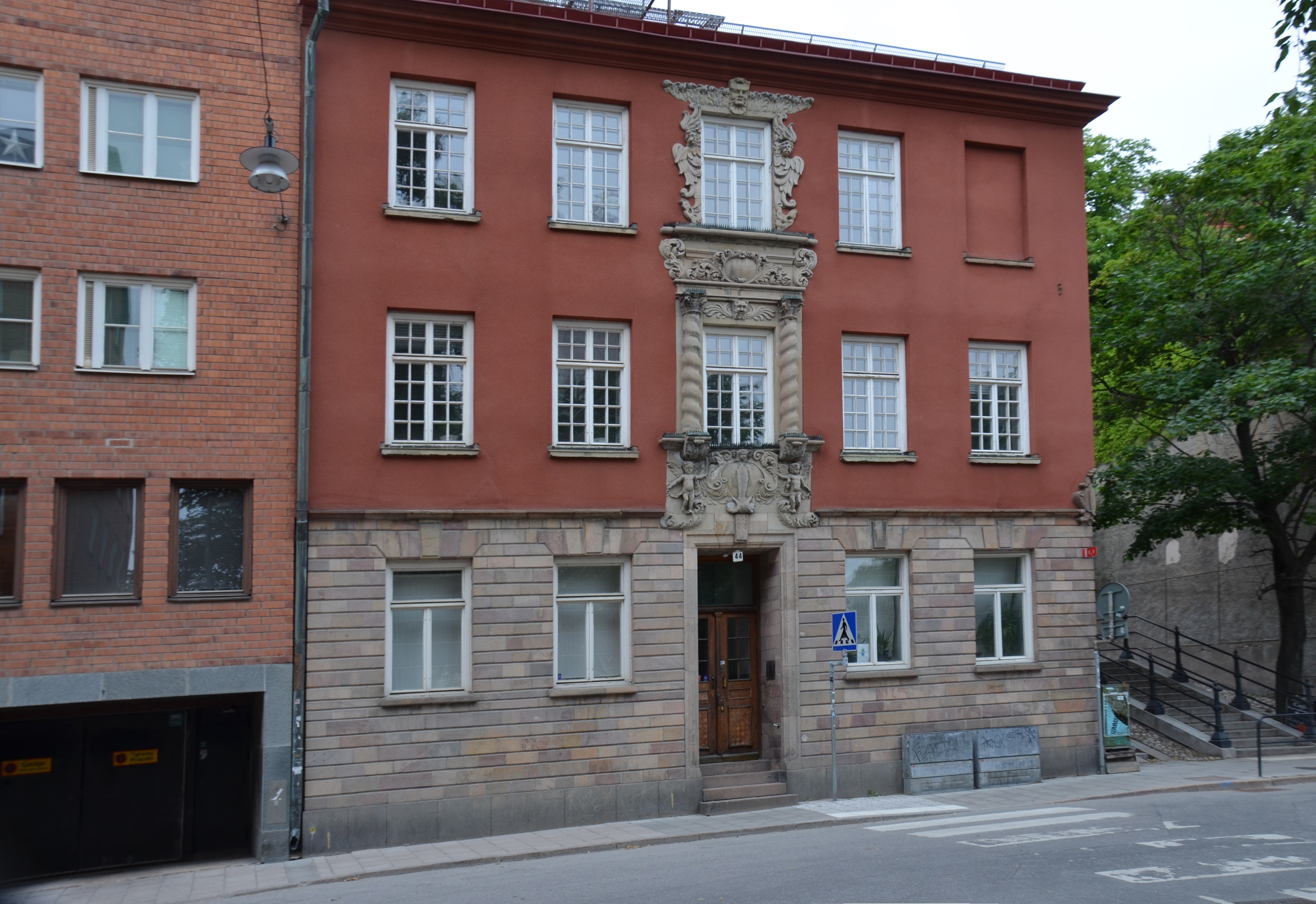
Fastigheten Nederland Mindre 7, Högbergsgatan 44, på Södermalm i Stockholm, byggt 1852 och ombyggt 1901-03 efter ritningar av Andreas Gustaf Sällström.

Andreas Gustaf Sällström, född 31 december 1830 i Stockholm, död 26 april 1917 i Stockholm, var en svensk byggmästare. Han var far till byggmästaren Gustaf Sällström.
Sällström var elev vid Normalskolan på Björngårdsgatan 1836–1840 och vid Kungliga Akademien för de fria konsterna 1840–1842 samt vid Teknologiska institutet 1842–1844. Han gick därefter i lära hos byggmästaren Edvard Alex Grandinson där han arbetade som lärling, gesäll, verkmästare, ritare och bokhållare. Åren 1855–1870 var han anställd hos byggmästare Johan Andersson och medverkade där vid byggnationerna av bland annat Konradsbergs hospital, Gymnastiska centralinstitutet, Vetenskapsakademien vid Drottninggatan samt Stora sällskapets hus vid Arsenalsgatan.
Han fick 1870 godkännande från byggnadsnämnden och 1873 burskap som mur- och byggmästare. Han var därefter byggmästare vid ett 70-tal ny- och ombyggnader, bland andra Svea artillerikassern, Skandinaviska Kreditaktiebolagets hus på Storkyrkobrinken, Industribanken vid Munkbron, Allmänna Barnhuset, Jesuitkollegiet på Regeringsgatan, Davidsonska huset vid Gustav Adolfs torg, Sillhovet, Daneliuska huset och Kungliga Operan.
Sällström blev med tiden förmögen och köpte 1889 Stocksundstorps gård i Solna av staten att använda som sommarställe. Han styckade av och bebyggde tomterna och det gamla 1700-talshuset byggdes om med inredningsdetaljer från rivningshus såsom  Gustavianska operahuset. Han bodde här till sin död 1917. Han var innehavare av flera förtroendeuppdrag; från 1898 var han styrelseledamot och vice ordförande vid Murarmestare Embetet och från 1905 dess ordförande. Åren 1898–1904 var han även stadsfullmäktig och satt dessutom som kyrkoråd och kyrkovärd i såväl Finska som Klara församlingar.
Sällström blev riddare av Vasaorden. Han är begravd på Norra begravningsplatsen utanför Stockholm.